# Zona económica especial
Se denomina zona económica especial (ZEE o SEZ por sus siglas en inglés) a una región geográfica que posee leyes especiales que se orientan en mayor medida a una economía de libre mercado, en contraposición a las leyes típicas de un país o nación. Las leyes de «alcance nacional» pueden ser suspendidas dentro de una zona económica especial. También se pueden denominar con este nombre a las zonas exclusivas de pesca (mar patrimonial), a unas 200 millas náuticas mar adentro de cada país, sin embargo existen diferencias entre ambas, al igual que si se compara con una zona franca.
La categoría ZEE abarca un amplio espectro de tipos de zonas más específicas, incluidas las Zonas de Libre Comercio (FTZ), Zonas de Procesamiento de Exportaciones (EPZ), Zonas Libres (FZ), Parques industriales o Estados Industriales (IE), Puertos Libres, Zonas de Emprendimientos Urbanos y otras. Países como China, India, Camboya o Bangladés han adoptado este modelo. 
Por lo general la finalidad de este tipo de estructuras es incrementar la inversión extranjera directa por parte de inversores extranjeros, como puede ser una empresa internacional o una corporación multinacional. Los beneficios que las empresas obtienen al asentarse en las zonas económicas especiales pueden ser producir bienes a un menor precio y una mayor libertad para su comercio, con el objetivo de aumentar su competitividad a nivel mundial. Sin embargo, estas zonas no han estado exentas de críticas, al gozar de tipos impositivos menores o en algunos casos violarse los derechos fundamentales de los trabajadores al ser la legislación más relajada que en el resto del país.